# Han Hye-jin
Han Hye-jin (sinh ngày 27 tháng 10 năm 1981) là nữ diễn viên, người mẫu Hàn Quốc được biết đến với vai chính trong phim truyền hình Cố lên, Geum-soon!, vai công chúa Soseono trong phim cổ trang kinh điển Truyền thuyết Jumong, Jejungwon (phìm truyền hình đầu tiên về y học phương Tây của Hàn Quốc)  và phim điện ảnh chuyển thể từ manhwa 26 Years. Han Hye-jin còn dẫn chương trình talk show ăn khách Healing Camp từ năm 2011 đến 2013.

## Đời tư
Chị gái lớn của Han Hye-jin là Han Moo-young kết hôn với nam diễn viên Kim Kang-woo năm 2010. Chị gái thứ 2 là Han Ga-young (한가영) kết hôn với đầu bếp Jo Jae-bum (조재범) vào ngày 12 tháng 10 năm 2015.
Han Hye-jin từng hẹn hò với ca sĩ Naul (nhóm nhạc R&B Browneyed Soul) từ năm 2003 đến năm 2012.
Han Hye-jin xác nhận mối quan hệ với cầu thủ bóng đá Ki Sung-yueng vào tháng 3 năm 2013, công bố đính hôn 2 tháng sau đó. Cả hai đều theo đạo Thiên chúa.
Cặp đôi kết hôn vào ngày 1 tháng 7 năm 2013 tại khách sạn InterContinental Seoul.
Han Hye-jin sinh con gái Ki Si-on vào ngày 13 tháng 9 năm 2015.

## Danh sách phim

### Phim điện ảnh
| Năm  | Tựa đề                      | Vai            | Ghi chú    | Ng.    |
| ---- | --------------------------- | -------------- | ---------- | ------ |
| 2001 | Magic Thumping              | Yoon Mi-ji     | Phim ngắn  |        |
| 2002 | R. U. Ready?                | Soo ra         | Khách mời  |        |
| 2004 | Dharma 2: Showdown ở Seoul  | Hong Mi-sun    | Khách mời  |        |
| 2010 | No Mercy                    | Min Seo-young  |            | [ 23 ] |
| 2012 | 26 Years                    | Shim Mi-jin    |            |        |
| 2012 | Sự trỗi dậy của các Vệ thần |                | Lồng tiếng | [ 24 ] |
| 2014 | Man in Love                 | Joo Ho-jeong   |            | [ 25 ] |
| 2014 | Late Spring                 | Nữ truyền giáo | Khách mời  |        |

### Phim truyền hình
| Năm  | Tựa đề                | Kênh | Vai            | Ghi chú               | Ng.    |
| ---- | --------------------- | ---- | -------------- | --------------------- | ------ |
| 2002 | Những người bạn       | MBC  | Park Hye-jin   | Vai phụ               |        |
| 2002 | Romance               | MBC  | Yoon Ji-soo    | Vai phụ               |        |
| 2002 | I Love You Hyun-jung  | MBC  | Hwang Joo-yeon | Vai phụ               |        |
| 2002 | Inspector Park Mun-su | MBC  | So Hwa-ryeon   | Vai chính             |        |
| 2003 | Something About 1%    | MBC  | Yoo Hyun-Jin   | Vai phụ               |        |
| 2004 | New Human Market      | SBS  | Jang Yeon-hee  | Vai phụ               |        |
| 2004 | Bạn là Ngôi sao       | KBS1 | Ha In-kyung    | Vai chính             |        |
| 2004 | Những người Anh hùng  | MBC  | Cheon Tae-hee  | Vai phụ               |        |
| 2005 | Be Strong, Geum-soon! | MBC  | Na Geum-soon   | Vai chính             |        |
| 2006 | Truyền thuyết Jumong  | MBC  | So Seo-no      | Vai chính             |        |
| 2008 | Terroir               | SBS  | Lee Woo-joo    | Vai chính             | [ 26 ] |
| 2010 | Jejungwon             | SBS  | Yoo Seok-ran   | Vai chính             |        |
| 2011 | Cánh chim cô đơn      | KBS2 | Seo Jeong-eun  | Vai chính             | [ 27 ] |
| 2012 | Syndrome              | jTBC | Lee Hae-jo     | Vai chính             | [ 28 ] |
| 2013 | One Warm Word         | SBS  | Na Eun-jin     | Vai chính             | [ 29 ] |
| 2016 | Chuyện tình bác sĩ    | SBS  | Jo Soo-ji      | Khách mời (tập 11-12) | [ 30 ] |
| 2018 | Hold Me Tight         | MBC  | Nam Hyun-joo   | Vai chính             | [ 31 ] |
| 2020 | Mothers               | tvN  | Han Jung-Eun   | Vai chính             |        |
| 2023 | Luật sư ly hôn Shin   | jTBC | Lee Seo-jin    | Vai chính             |        |

## Nhạc kịch
| Năm  | Tựa đề                                | Vai   | Ng.    |
| ---- | ------------------------------------- | ----- | ------ |
| 2023 | Our Little Sister (바닷마을 다이어리) | Sachi | [ 32 ] |

## Giải thưởng và đề cử
| Giải thưởng                              | Năm  | Hạng mục                                      | Tác phẩm đề cử/Người nhận | Kết quả   | Ng.    |
| ---------------------------------------- | ---- | --------------------------------------------- | ------------------------- | --------- | ------ |
| KBS Drama Awards                         | 2004 | Nữ diễn viên mới xuất sắc nhất                | You Are a Star            | Đoạt giải |        |
| KBS Drama Awards                         | 2011 | Giải thưởng nổi tiếng                         | The Thorn Birds           | Đoạt giải | [ 33 ] |
| Korea Visual Arts Festival               | 2005 | Giải thưởng ăn ảnh, hạng mục phim truyền hình | Be Strong, Geum-soon!     | Đoạt giải |        |
| MBC Drama Awards                         | 2005 | Giải thưởng xuất sắc hàng đầu                 |                           | Đoạt giải |        |
| MBC Drama Awards                         | 2006 | Giải thưởng xuất sắc hàng đầu, Nữ diễn viên   | Truyền thuyết Jumong      | Đoạt giải | [ 34 ] |
| Korea International Jewelry & Watch Fair | 2007 | Nữ trang sức đẹp nhất                         |                           | Đoạt giải |        |
| SBS Drama Awards                         | 2010 | Giải thưởng nhà sản xuất                      | Jejungwon                 | Đoạt giải | [ 35 ] |
| SBS Entertainment Awards                 | 2011 | Hạng mục MC mới, Talk Show xuất sắc nhất      | Healing Camp              | Đoạt giải | [ 36 ] |
| SBS Entertainment Awards                 | 2011 | Giải thưởng được cư dân mạng yêu thích        | Healing Camp              | Đề cử     | [ 37 ] |
| SBS Entertainment Awards                 | 2012 | Giải thưởng xuất sắc trong Talk Show          |                           | Đoạt giải | [ 38 ] |
| Mnet 20's Choice Awards                  | 2012 | Ngôi sao tạp kỹ của tuổi 20                   | Healing Camp              | Đoạt giải | [ 39 ] |
| Korean Womenlink                         | 2012 | Giải thưởng truyền thông xanh                 | Healing Camp              | Đoạt giải | [ 40 ] |